# Regering-Bonaparte IV

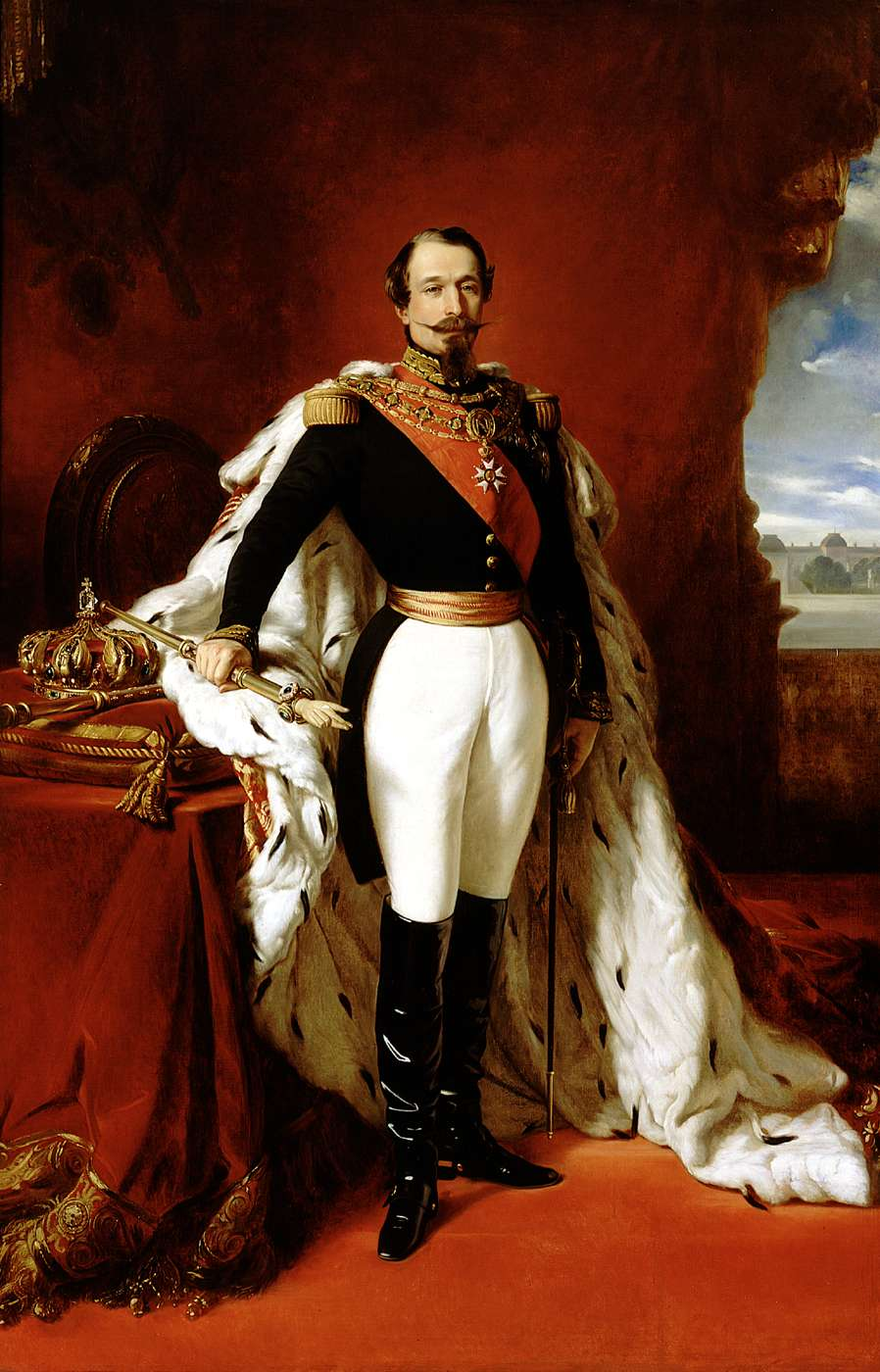
Portret van Napoleon III door Franz Xaver Winterhalter, olieverf op doek, 1855.

De regering-Bonaparte IV was de Franse regering van 17 juli 1869 tot 2 januari 1870. De ministers werden benoemd en ontslagen door keizer Napoleon III. De keizer was de regeringsleider: een eerste minister was er niet. De ministeriële verantwoordelijkheid gold ten aanzien van de keizer en niet ten aanzien van het Wetgevend Lichaam. Bovendien bestond er geen regeringssolidariteit.
Deze regering werd voorafgegaan door de Regering-Bonaparte III en werd opgevolgd door de Regering-Ollivier.

## Ministers benoemd op 17 juli 1869
- minister-voorzitter van de Raad van State: Prosper de Chasseloup-Laubat
- minister van Justitie en Religies: Jean-Baptiste Duvergier
- minister van Buitenlandse Zaken: Henri La Tour d'Auvergne
- minister van Binnenlandse Zaken: Adolphe de Forcade Laroquette
- minister van Financiën: Pierre Magne
- minister van Oorlog: Adolphe Niel (tot 13 augustus 1869)
- minister van Marine en Kolonies: Charles Rigault de Genouilly
- minister van Openbaar Onderwijs: Olivier Bourbeau
- minister van Openbare Werken: Edmond Gressier
- minister van Landbouw en Handel: Alfred Le Roux
- minister van het Keizerlijk Huis en Schone Kunsten: Jean-Baptiste Philibert Vaillant

## Herschikkingen
- 17 augustus 1869: minister van Oorlog: Charles Rigault de Genouilly (ad interim na het overlijden van Adolphe Niel op 13 augustus 1869)
- 21 augustus 1869: minister van Oorlog: Edmond Le Bœuf